# Димитър Иванов (Охрид)
 Тази статия е за дееца на ВМОРО в Охридско.  За революционера от Горно Върбени вижте Димитър Иванов (Горно Върбени).  За други значения вижте Димитър Иванов.
Димитър (Димитраки, Таки) Иванов с псевдоними Марица, Мариус и Сърна е български революционер и учител, деец на Вътрешна македоно-одринска революционна организация.

## Биография
Роден е в Охрид. Работи като български учител в Охридско. Дълги години е председател на градския комитет на ВМОРО. От 1907 година е член на охридския околийски революционен комитет.
При избухването на Балканската война в 1912 година е доброволец в Македоно-одринското опълчение в Сборна партизанска рота на МОО.
Учител в Охрид, Иванов е сред организаторите и водачите на Охридско-Дебърското въстание и след разгрома му е заловен и разстрелян от сръбските власти край село Велгощи. Трупът му е подложен на гаври и е изложен седнал на стол, с кръстосани крака, с лула в устата и със забити няколко ножа в него.